# Socha Salvatora mundi (Nový Bydžov)
Barokní socha Salvátora mundi neboli Spasitele světa se nalézá v parku mezi budovami staré nemocnice a dnešní chirurgické ambulance asi 500 m západně od centra města Nový Bydžov v okrese Hradec Králové. Barokní pískovcová socha z roku 1706 od neznámého autora je od 4. listopadu 1994 chráněna jako kulturní památka ČR. Národní památkový ústav tuto sochu uvádí v katalogu památek pod rejstříkovým číslem ÚSKP 12887/6-5792.

## Historie
Nejstarší částí sochy je sokl z roku 1706, což je nejstarší pískovcová barokní památka ve městě Nový Bydžov. Původní socha se nedochovala, nejspíše byla rozbita při vichřici. Vlastní socha je z roku 1747. Původně stála na rozcestí dvou silnic, které vedou do Skochovic a Starého Bydžova na místě zvaném „U stínadel“, kde byly vykonávány popravy a Salvator mundi měl tedy spasit duše mrtvých.

## Popis
Pískovcová socha Salvatora mundi stojí na čtyřbokém soklu s vysokými reliéfy sv. Jana Evangelisty, sv. Máří Magdalény a Bolestné Panny Marie. Na jeho čelní stěně je oválná kartuše s rytým nečitelným nápisem v jehož druhém řádku lze rozeznat dataci 1706. 
Na tomto soklu stojí na podstavci s profilovanou hlavicí a patkou vlastní socha Salvatora mundi. Na čelní stěně podstavce je kartuše s volutově ozdobenými okraji s nápisem SALVATOR MUNDI. Socha představuje stojící mužskou postavu oděnou v řasnatém rouše, s bosýma nohama, dlouhým vlnitým vlasem a vousem s pravou žehnající rukou zvednutou vzhůru a v levé držící panovnické jablko. Na levé boční straně dole je na soše signatura: MATES SWORTZ 174.

## Galerie

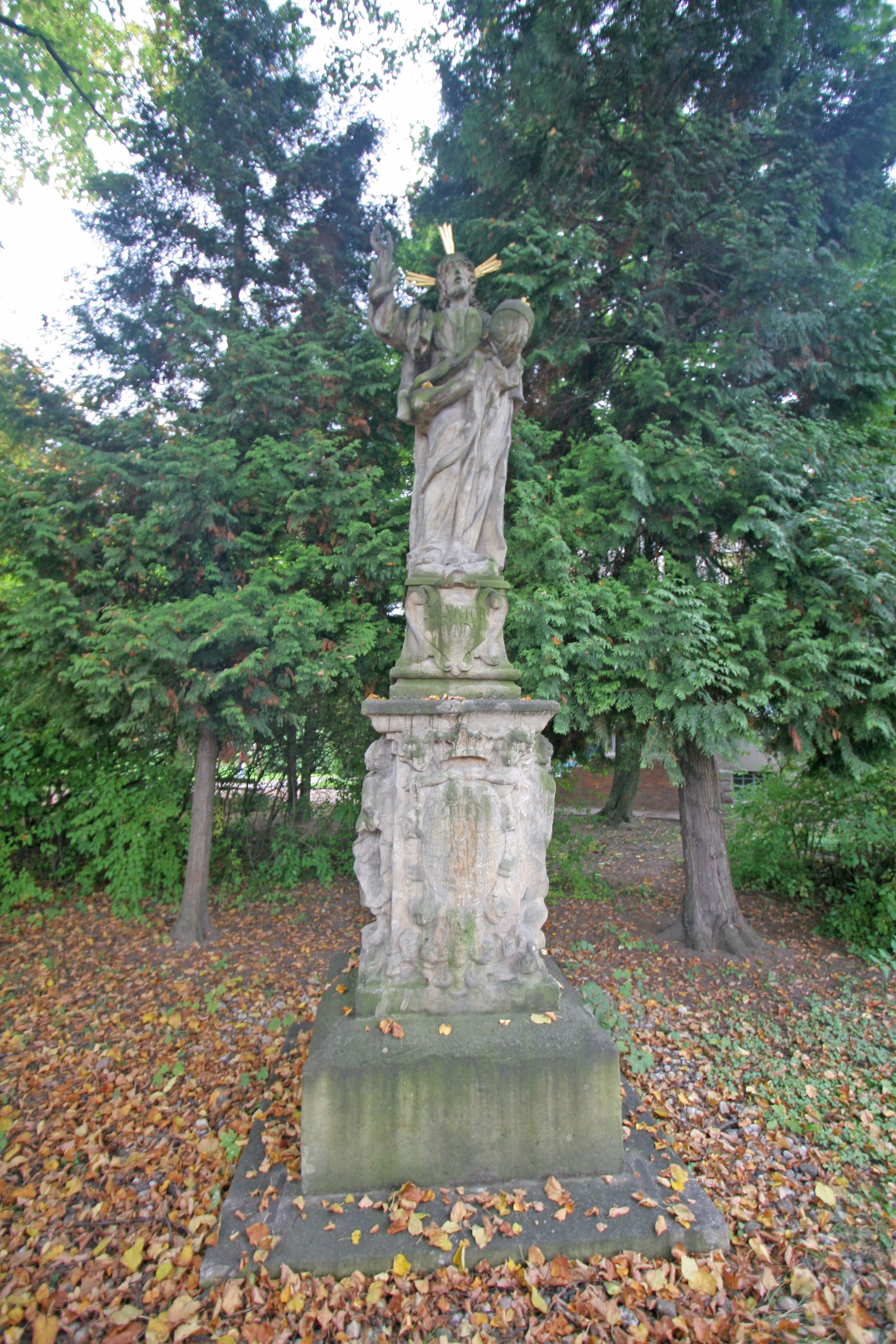
Socha Salvatora mundi (Nový Bydžov)
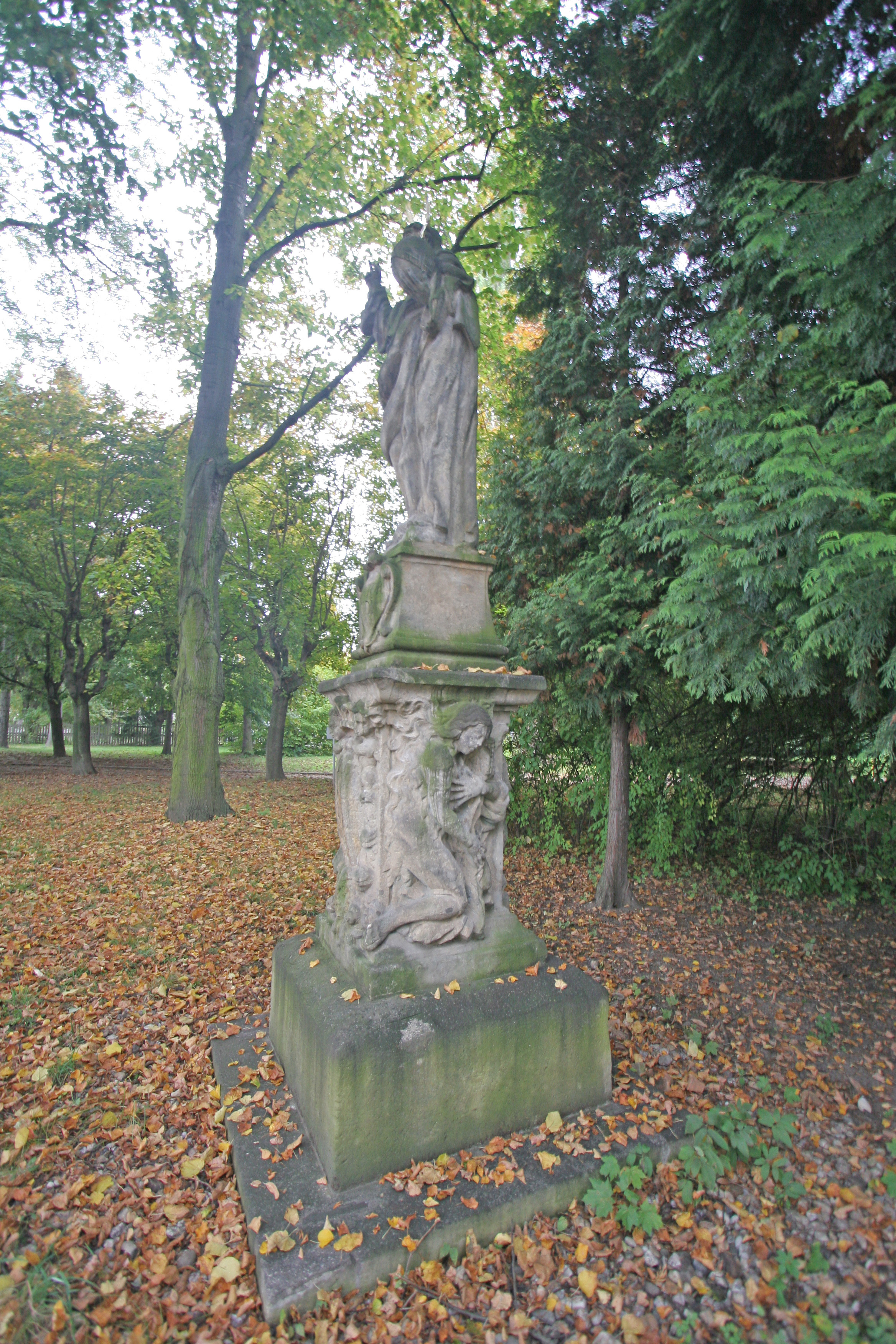
Socha Salvatora mundi (Nový Bydžov)